# 长春一环路
长春一环路，是吉林省长春市市区中的闭合环形道路，全长15.13公里。长春一环路并非一条道路的实际命名，而是在城市发展过程中，为了方便界定城市各个层次，以及方便交通法律法规的实施，而逐渐形成的概念。

## 组成
自站前广场起，顺时针方向：
长白路、亚泰大街、自由大路、新民广场、工农大路、建设街、白菊路、西三条、西广场和汉口大街。